# Pastéis de nata
Els pastéis de nata (pastissets de crema) són unes tartetes farcides d'una mena de crema catalana, molt típics de la cuina portuguesa i una de les seves especialitats més conegudes internacionalment.
Són d'inspiració conventual, i  haurien estat creats per monjos del Mosteiro dos Jerónimos. Actualment tenen una certificació d'origen. La recepta original es diu Pastel de Belém, produïda exclusivament a la Fábrica dos Pastéis de Belém, a Lisboa, i es basa en ingredients com ou, llet, sucre, llimona i canyella.
Són originaris de Santa Maria de Belém, al segle xix. Sembla que en aquesta època, igual que estava de moda a Barcelona anar a berenar un mató de monja a Pedralbes, a Lisboa ho era anar a Belém a menjar aquestes pastetes, que encara són molt freqüents a cafeteries, pastisseries i fleques. Una llegenda diu que la recepta és secreta, i que només la coneixen tres persones al món, però en realitat es tracta d'un pastisset molt difós arreu del món, en especial a les excolònies portugueses com Macau i la seva zona d'influència, o Brasil.